# Kolegiata Bożego Ciała w Wieluniu
Kolegiata Bożego Ciała, Sanktuarium Najświętszej Maryi Panny Pocieszenia – kościół w Wieluniu będący kościołem parafialnym parafii Nawiedzenia Najświętszej Maryi Panny w Wieluniu oraz kościołem kolegiackim kapituły kanoników przy sanktuarium.

## Historia
Kościół poaugustiański zbudowany w XIV w. przez Kazimierza Wielkiego dla ojców augustianów wraz z klasztorem. Po zgonie ostatniego zakonnika w 1893 r. przeszedł pod zarząd kapłanów diecezjalnych. 20 października 1965 r. z chwilą reaktywowania Kapituły Wieluńskiej przez Pawła VI - kościół został podniesiony do godności kolegiaty. 5 września 1971 r. odbyła się przed kościołem koronacja obrazu NMP Pocieszenia koronami papieskimi.

## Galeria

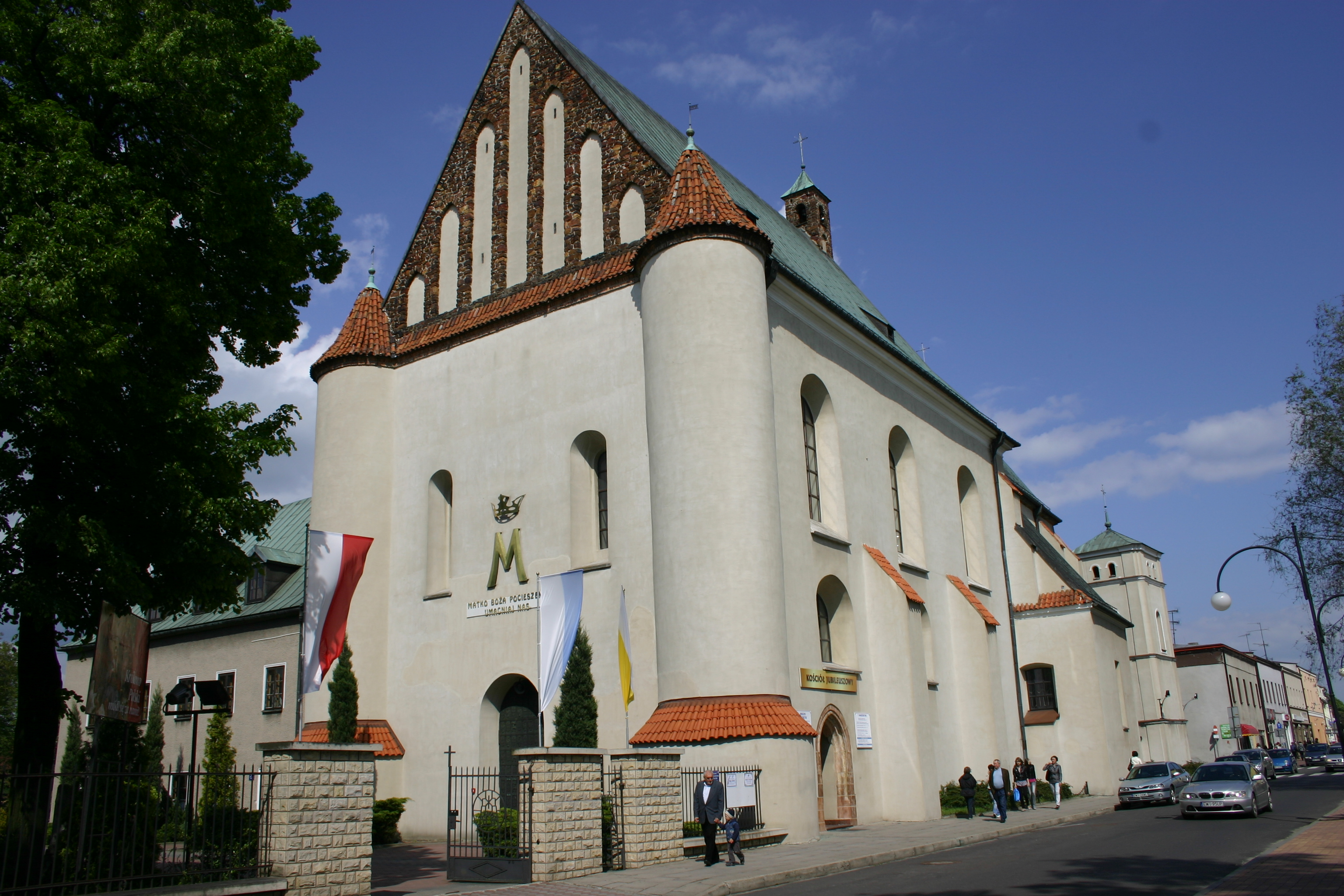
Fasada kolegiaty
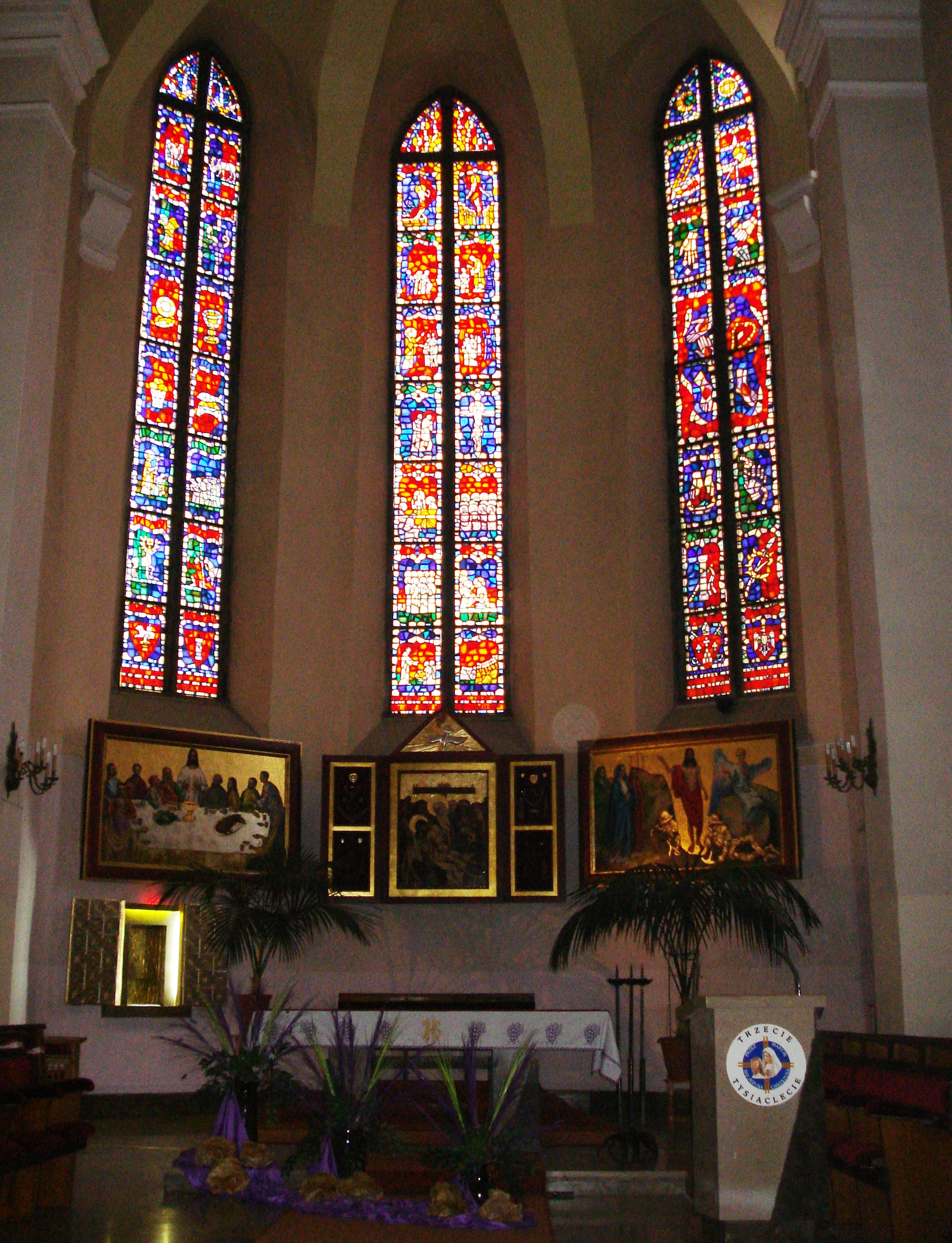
Ołtarz główny
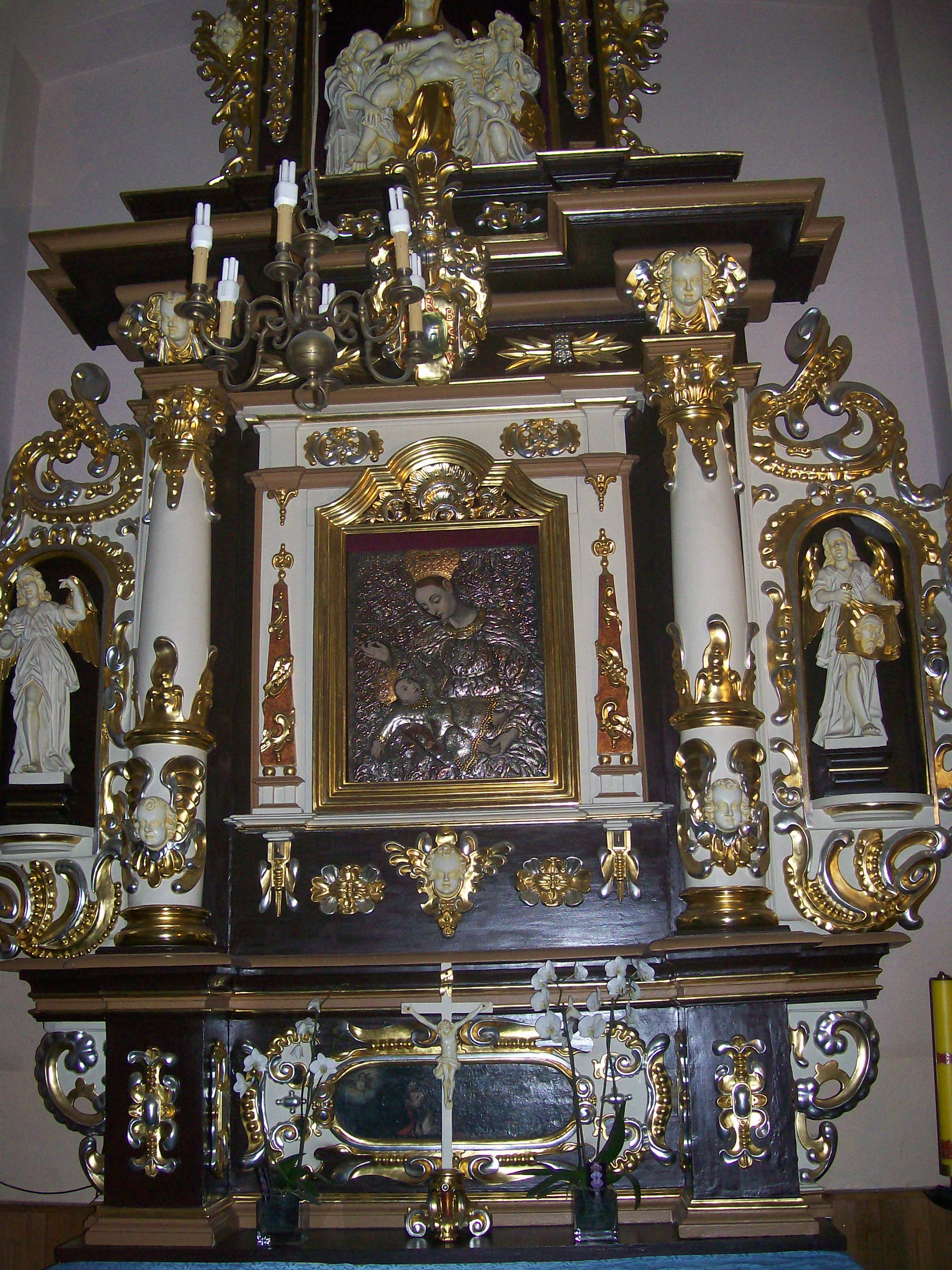
Ołtarz z obrazem NMP Pocieszenia
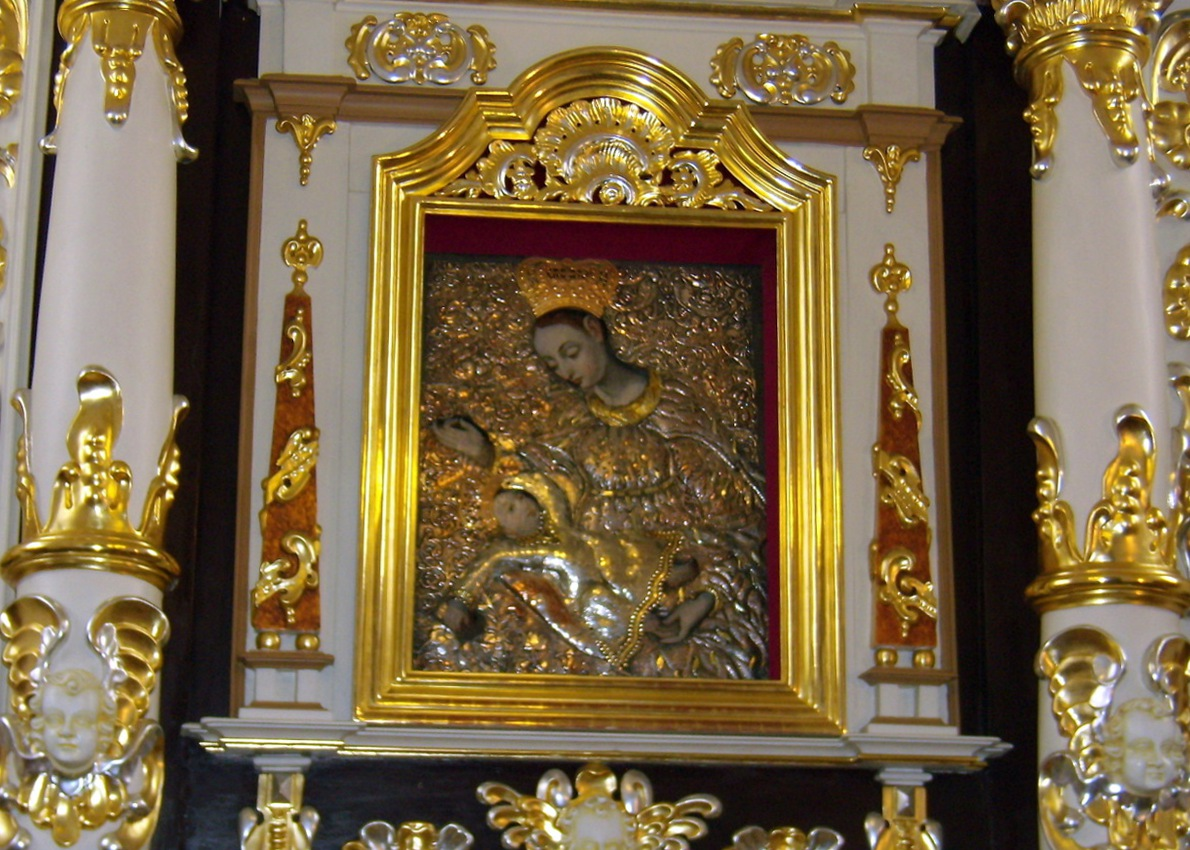
Obraz NMP Pocieszenia